# Лукаш Моура
Лукаш Родригеш Моура да Силва е бразилски футболист, играе като атакуващ полузащитник и се състезава за бразилския Сао Пауло.

## Клубна кариера
Лукаш се присъединява към Сао Пауло през 2005 г., след като преди това е играл за юношеските отбори на бразилския Ювентус и Коринтианс. Моура прави дебюта си за първия отбор на Сао Пауло през 2010 г., а до края на сезона вкарва четири гола и асистира за още четири, като изиграва общо 25 мача. През 2011 г. Лукаш вкарва девет гола и прави четири асистенции в 28 участия в Кампионато Бразилейро. Във всички състезания активът му е 13 гола и осем асистенции.
По време на летния трансферен прозорец през 2012 г. няколко отбора се интересуват от Моура. на 8 август 2012 г. френския Пари Сен Жермен подписва предварителен договор с играча, който влезе в сила от месец януари 2013 г. Сумата по трансфера е около 45 милиона евро.
На 31 януари 2018 г. Лукаш подписва договор с Тотнъм Хотспър до 2023 г.
Той прави своя дебют за Тотнъм в първия мач срещу Ювентус на 13 февруари 2018 г., влизайки като резерва в мача.
На 8 май 2019 г. Лукаш прави един от най-великите обрати в историята на ШЛ, когато на Йохан Кройф Арена Тотнъм губи с 0:2 от АФК Аякс на полувремето, но през втората част вкарва хеттрик във вратата на Андре Онана, което класира „шпорите“ на финал. Третият гол Лукаш вкарва в последната секунда на мача. След мача той получава оценка 10 от 10.

## Национален отбор
Лукаш започва кариерата си в националния отбор на Бразилия до 17 години. През февруари 2011 г. е част от Бразилия до 20 години в първенството на Южна Америка до 20 години, а Моура вкарва хеттрик на Уругвай при победата с 6 – 0.
Дебютът си за мъжкия национален отбор на Бразилия прави на 27 март 2011 г. в контрола срещу Шотландия. на 28 септември 2011 г. Моура вкарва първия си гол за Бразилия в мача срещу Аржентина.

### Копа Америка 2011
Треньорът на Бразилия Мано Менезеш включва Моура в състава за Копа Америка 2011 в Аржентина. Лукаш се появява на терена в груповата фаза срещу Парагвай и Еквадор, като и двата пъти влиза като резерва.

### Олимпийски игри 2012
Лукаш е избран да представи Бразилия и на Олимпиадата в Лондон, заедно със съотборниците си в Сао Пауло Касемиро и Бруно Увини. Влиза като резерва в три от мачовете, включително в мача за златния медал, който Бразилия губи от Мексико с 2 – 1.

## Отличия

### Клубни
Сао Пауло
- Копа Судамерикана: 2012
- Купа на Сао Пауло за юноши: 2010

Пари Сен Жермен
- Лига 1: 2012/13, 2013/14, 2014/15, 2015/16
- Купа на Франция: 2015, 2016, 2017
- Купа на Лигата на Франция: 2014, 2015, 2016, 2017
- Трофий дес Шампионс: 2013, 2014, 2015, 2016, 2017

### Национални

#### Бразилия до 20 години
- Шампионат за юноши на Южна Америка: 2011

#### Бразилия до 23 години
- Летни олимпийски игри 2012: Сребърен медал
- Купа на конфедерациите: 2013

#### Бразилия
- Суперкласко де лас Америкас: 2011